# Вукомерић
Вукомерић је насељено место у саставу Града Велике Горице, у Туропољу, Хрватска.

## Становништво
| Националност       | 1991.       |
| Хрвати             | 85 (96,59%) |
| Срби               | 0           |
| Југословени        | 2 (2,27%)   |
| остали и непознато | 1 (1,13%)   |
| Укупно             | 88          |